# Col de la Fayolle
Pour les articles homonymes, voir Fayolle.
Le col de la Fayolle est un col routier des monts d'Ardèche, dans le Massif central.

## Géographie
Le col est situé à 887 mètres d'altitude, à la limite des communes de Saint-Julien-du-Gua et Gourdon, dans le département de l'Ardèche en région Auvergne-Rhône-Alpes. Il est distant de 3,5 kilomètres du village de Saint-Julien-du-Gua situé au nord et de 19 kilomètres de Privas.
On y accède par la route départementale D122 et la route départementale D218. Le col est situé dans le parc naturel régional des Monts d'Ardèche.

## Histoire
Il se trouvait au km 77 de l'ancienne route nationale 535 déclassée en 1972.

## Activités

### Rallye automobile
Le col est un lieu de passage régulier et historique du rallye de Monte-Carlo.

### Cyclisme
Il a été emprunté par le Tour cycliste féminin international de l'Ardèche 2023.